# عيسى صويص
عيسى صويص (19 أبريل 1955 -) هو ممثل مسرحي وتلفزيوني وإذاعي واعلامي أردني.

## حياته ونشاته ومسيرته
مواليد 1955م، له العديد من الأعمال الفنية أبرزها: مسلسل "عودة أبو تايه"، مسلسل "طرفة بت العبد"، ومسلسل "الحلم المر"، ومسلسل" ثأر غليص
ولد عيسى صويص في 19 أبريل من العام 1955م، درس في الجامعة الأردنية، وتخرج فيها في عام 1979م تخصص اللغة العربية، وحصل علي الماجستير في ذات التخصص، ظهرت موهبة عيسى صويص الفنية مبكرًا وهو مازال طالبًا، الأمر الذي فتح له المجال للظهور والتمثيل علي مسرح الجامعة. عمل في البداية مدرسًا، ثم عمل صويص معدًا ومقدمًا للبرامج التلفزيونية والإذاعية، كما عمل ممثلًا في المسرح والتلفزيون في العديد من الأعمال الفنية، والتي ربما تزيد علي ثمانين عملاً فنياً، اشهر أعمال صويص الفنية وأبرزها: مسلسل " عودة أبو تايه" 2008م، ومسلسل "ثأر غليص" عام 2018م.كما يتميز الفنان عيسى صويص أيضًا أنه شاعر لديه قدرة فائقة علي التحول من القصيدة البدوية إلي العامودية بسرعة واحتراف شديدين، نشر له العديد من المؤلفات والدواوين الشعرية.حيث يكتب الشعر بجميع اشكاله الكلاسيكي والحر وباللغة المحكية والشعر النبطي أو البدوي، وكتب الأشعار لمعظم المسلسلات البدوية والأغاني للعديد من المطربين. احتل صويص بعض المناصب المرموقة منها: مدير لمهرجان الفحيص، محاضر في مركز الإعلام الأردني، وكاتب للنصوص في الإذاعة والتلفزيون.

## الأعمال الفنية
تتنوع الأعمال الفنية لعيسى صويص - من حيث النوعية- ما بين مسلسلات تلفزيونية، وأفلام سينمائية، وسهرات تلفزيونية، وأعمال مسرحية، وتتنوع أيضاً من حبث الآداء ما بين التمثيل، والتأليف، والموسيقى، ويمكن توضيح هذه الاعمال كالتالي:
| م  | اسم العمل         | نوعية العمل    | السنة | التأليف            | الإخراج             | أبرز الأبطال                       | ملاحظات      |
| -- | ----------------- | -------------- | ----- | ------------------ | ------------------- | ---------------------------------- | ------------ |
| 1  | ثأر غليص          | مسلسل          | 2018م | مصطفى صالح         | احمد دعيبس          | زهير النوباني، منذر ريحانة         |              |
| 2  | صهيل الأصايل      | فيلم           | 2009م | منير الرمحي        | مدين مصطفى          | عبير عيسى، شايش النعيمي            |              |
| 3  | عودة ابو تايه     | مسلسل          | 2008م | محمود الزيودي      | بسام المصري         | منذر ريحانة، نادرة عمران           |              |
| 4  | الحلم المر        | مسلسل          | 2003م | محمد الباشا        | مازن عجاوي          | راشد الورثان، راضي مهنا            |              |
| 5  | الإمبراطور        | مسلسل          | 2002م | أحمد الحوراني      | جمال عبد الحميد     | حسين فهمي، إلهام شاهين             | دراما مصرية  |
| 6  | دروب الجنة        | مسلسل          | 2002م | هزاع البراري       | شعلان الدباس        | محمد العبادي، ناريمان عبد الكريم   |              |
| 7  | عودة متعب         | مسلسل          | 2001م | حسن أبو حسنة       | يسري الطائي         | حسن أبو حسنة، سمير الناصر          | دراما سعودية |
| 8  | المنسية           | مسلسل          | 2000م | رياض سيف           | بسام المصري         | جميل عواد، جولييت عواد             |              |
| 9  | القضاء في البادية | مسلسل          | 1999م | محمد البرماوي      | بشير إبراهيم الدباس | وجدان عبوشي، حسن الشيخ             |              |
| 10 | تل الشومر         | مسلسل          | 1999م | محمود الزيودي      | بسام المصري         | شايش النعيمي، محمد عواد            |              |
| 11 | متعب وعساف        | مسلسل          | 1997م | فازع الوزان        | مازن عجاوي          | محمود سعيد، حسن أبو حسنة           |              |
| 12 | خيمة علي الطريق   | مسلسل          | 1996م | محمود الزيودي      | عايد علقم           | روحي الصفدي، محمد العبادي          |              |
| 13 | الغريب            | مسلسل          | 1992  | سعود فياض          | سعود فياض           | سمر سامي، عبد الكريم القواسمي      |              |
| 14 | أيام القمر        | مسلسل          | 1991م | محمود الزيودي      | كمال اللحام         | حسين أبو حمد، قمر الصفدي           |              |
| 15 | الرحيل            | مسلسل          | 1990م | مصطفى أبو الغنم    | أحمد دعيبس          | عبير عيسى، خالد سامي               |              |
| 16 | صقر الجبل         | مسلسل          | 1989م | جبريل الشيخ        | أحمد دعيبس          | روحي الصفدي، جيانا عيد             |              |
| 17 | المحراث والبور    | مسلسل          | 1988م | محمود الزيودي      | سعود فياض           | زهير النوباني، عبد الكريم القواسمي |              |
| 18 | المعصرة           | مسلسل          | 1988م | ناجح محمود         | عروة زريقات         | جميل عواد، جولييت عواد             |              |
| 19 | وجه الزمان        | مسلسل          | 1988م | طاهر العدوان       | سعود فياض           | زهير النوباني، جولييت عواد         |              |
| 20 | تل الريشوني       | مسلسل          | 1983م | عبد الباري العبودي | مازن عجاوي          | جيانا عيد، عبدالحميد عناد          |              |
| 21 | طرفة بن العبد     | مسلسل          | 1982م | وليد سيف           | صلاح أبو هنود       | محمد العبادي، عبير عيسى            |              |
| 22 | الرحيل/ رحيل جملا | مسلسل          | 1980م | محمد الحجاحجة      | بسام المصري         | ديانا رحمة، مازن الناطور           |              |
| 23 | الزخرة            | سهرة تلفزيونية |       | فراس المجالي       | محمد يوسف العبادي   |                                    |              |
| 24 | السيف والوصية     | مسلسل          |       | محمد الحجاحجة      | أحمد دعيبس          |                                    |              |
| 25 | النار والهشيم     | مسلسل          |       |                    |                     | أحمد مشتهي، حسن الشاعر             |              |
| 26 | أيام عصيبة        | مسلسل          |       | بشير هواري         | محمد يوسف العبادي   | شاكر جابر، لارا الصفدي             |              |
| 27 | خيال العوجا       | سهرة تلفزيونية |       | صقر فهد            | محمد يوسف العبادي   |                                    |              |
| 28 | سيرة شما          | مسلسل          |       | عايد علقم          | محمد دراج           |                                    |              |
| 29 | الخاتم            | مسلسل          | 1990  | فراس المجالي       | عمر الغلي           | يوسف الجمل، سهير عودة              |              |
| 30 | عطر النار         | مسلسل          | 2011  | مصطفي صالح         | بسام المصري         | نبيل المشيني، عبير عيسى            |              |